# Apopestes fasciata
Apopestes fasciata là một loài bướm đêm trong họ Erebidae.